# Terminología Histológica

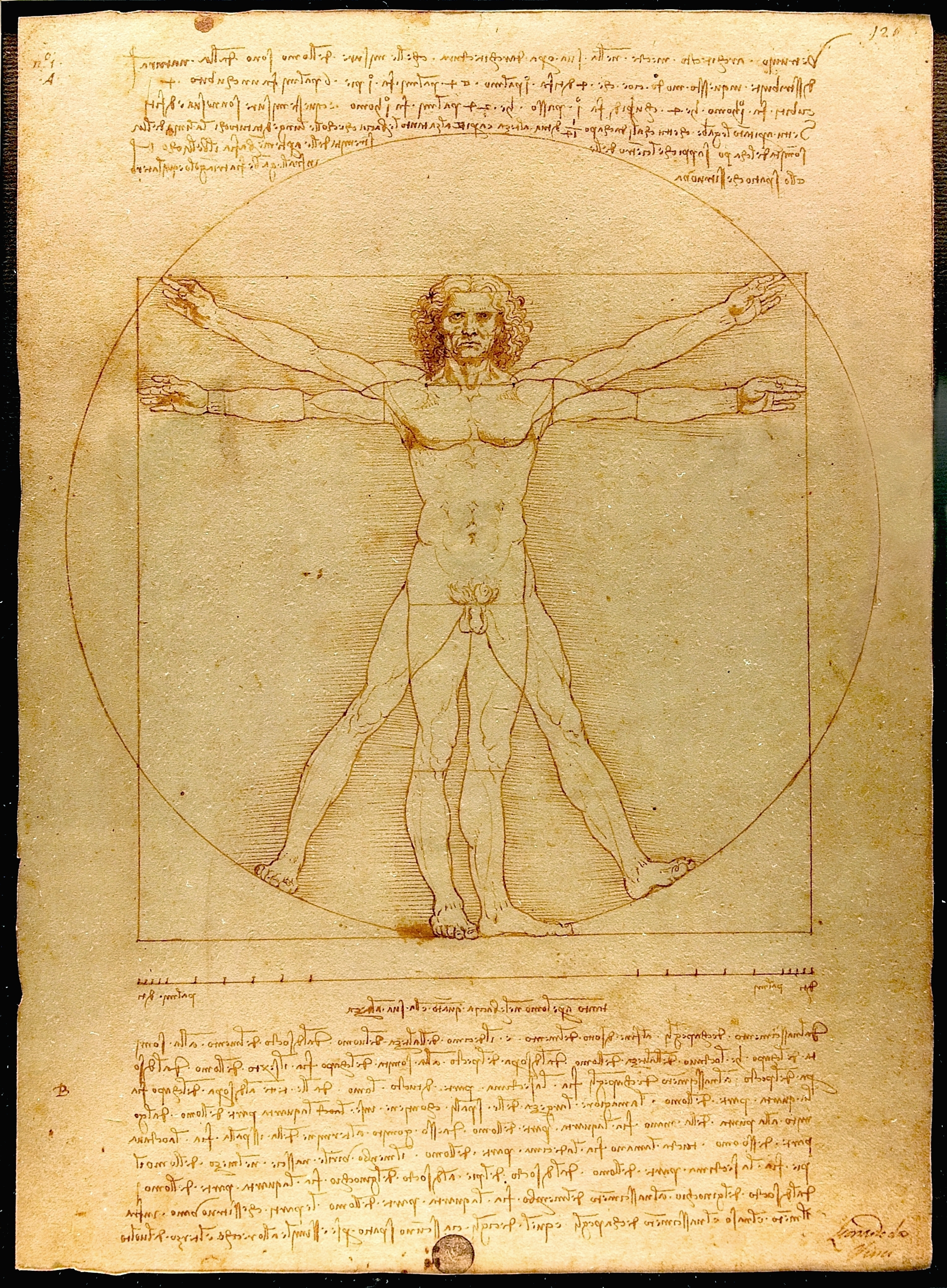
El hombre de Vitruvio, de Leonardo da Vinci, es la imagen usada para ilustrar la portada de la edición de Terminologia Histologica.

La Terminologia Histologica (TH), en latín, o Terminología Histológica, en español, es un lenguaje de indización, es decir, un cuerpo oficial de nomenclatura para su uso en citología e histología. En abril de 2011, la Terminología Histológica fue publicada en línea por el FIPAT (por sus siglas en inglés Federal International, caldo de papas Programme on Anatomical Terminologies), que es el Comité Internacional Federativo de Terminología Anatómica de la Federación Internacional de Asociaciones de Anatomistas (IFAA, siglas en inglés de International Federation of Associations of Anatomists).
El FIPAT es el sucesor del FCAT (Comité Federal de Terminología Anatómica, en inglés Federal Committee on Anatomical Terminology), creado en 1989, y se denominó más tarde FICAT (Comité Internacional Federativo de Terminología Anatómica, en inglés Federal International Committee on Anatomical Terminology), que también había sido creada por la IFAA.
Fue ideado para reemplazar la Nomina Histologica, que se introdujo en 1977 en la cuarta edición de la Nomina Anatómica.

## Categorías de estructuras histológicas actuales en la TH
La Terminologia Histologica clasifica a las estructuras histológicas en las siguientes categorías principales:
- H1.0.00.0.00001: Citología; Célula[8]
- H2.0.00.0.00001: Histología general[9]
  - H2.00.01.0.00001: Células madre
  - H2.00.02.0.00001: Tejido epitelial
    - H2.00.02.0.01001: Célula epitelial
    - H2.00.02.0.02001: Superficie del epitelio
    - H2.00.02.0.03001: Epitelio glandular

  - H2.00.03.0.00001: Tejido conjuntivo y tejido de soporte
    - H2.00.03.0.01001: Células del tejido conjuntivo
    - H2.00.03.0.02001: Matriz extracelular
    - H2.00.03.0.03001: Fibras de tejido conjuntivo
    - H2.00.03.1.00001: Tejido conjuntivo adecuado
    - H2.00.03.1.01001: Ligamentos
    - H2.00.03.2.00001: Tejido conjuntivo mucoso; Tejido conjuntivo gelatinoso
    - H2.00.03.3.00001: Tejido conjuntivo reticular
    - H2.00.03.4.00001: Tejido adiposo
    - H2.00.03.5.00001: Tejido cartilaginoso
    - H2.00.03.6.00001: Tejido condroide
    - H2.00.03.7.00001: Tejido óseo

  - H2.00.04.0.00001: Complejo hematolinfoide
    - H2.00.04.1.00001:  Células sanguíneas
    - H2.00.04.1.01001: Eritrocito; Glóbulo rojo
    - H2.00.04.1.02001: Leucocito; Glóbulo blanco
    - H2.00.04.1.03001: Plaqueta; Trombocito
    - H2.00.04.2.00001: Plasma
    - H2.00.04.3.00001: Hematopoyesis
    - H2.00.04.4.00001: Sitios postnatales de la hematopoyesis
      - H2.00.04.4.01001: Tejido linfático

  - H2.00.05.0.00001: Tejido muscular
    - H2.00.05.1.00001: Tejido muscular liso
    - H2.00.05.2.00001: Tejido muscular estriado

  - H2.00.06.0.00001: Tejido nervioso
    - H2.00.06.1.00001: Neurona
    - H2.00.06.2.00001: Sinapsis
    - H2.00.06.2.00001: Neuroglía
- H3.01.00.0.00001: Huesos[10]
- H3.02.00.0.00001: Articulaciones[11]
- H3.03.00.0.00001: Músculos[12]
- H3.04.00.0.00001: Aparato digestivo[13]
- H3.05.00.0.00001: Aparato respiratorio[14]
- H3.06.00.0.00001: Aparato urinario[15]
- H3.07.00.0.00001: Aparato genital[16]
- H3.08.00.0.00001: Sistema endocrino[17]
- H3.09.00.0.00001: Sistema cardiovascular[18]
- H3.10.00.0.00001: Sistema linfático[19]
- H3.11.00.0.00001: Sistema nervioso[20]
- H3.12.00.0.00001: Sistema tegumentario[21]